# ماركوس مارشال (سائق سباق)
ماركوس مارشال (بالإنجليزية: Marcus Marshall)‏ هو سائق سباق أسترالي، ولد في 25 نوفمبر 1978 في بورني ‏ في أستراليا.

## روابط خارجية
- ماركوس مارشال على موقع DriverDB.com (الإنجليزية)